# San Mateo Mexicaltzingo
San Mateo Mexicaltzingo è una località, capoluogo del comune messicano di Mexicaltzingo, situato nello stato di Messico.